# Erste Klasse 1923/1924
Třináctý ročník Erste Klasse (1. rakouské fotbalové ligy) se konal za účasti nově dvanácti klubů.
Ligu vyhrál poprvé ve své klubové historii FK Austria Vídeň.